# Siiri Rantanen
Pour les articles homonymes, voir Rantanen.
Siiri Rantanen, née Siiri Johanna Lintunen le 14 décembre 1924 à Tohmajärvi (Carélie du Nord) et morte le 5 mai 2023 à Lahti (Päijät-Häme), est une fondeuse, athlète et cycliste sur piste finlandaise.

## Biographie
Rantanen apparaît dans les compétitions internationales aux Jeux Olympiques d'hiver de 1952 à Oslo, qui comptent pour les championnats du monde de ski nordique. Elle remporte la médaille de bronze sur 10 km. Aux championnats de Finlande de 1954, elle remporte son premier titre individuel sur 10 km (elle avait déjà obtenu le titre par équipe deux ans auparavant).

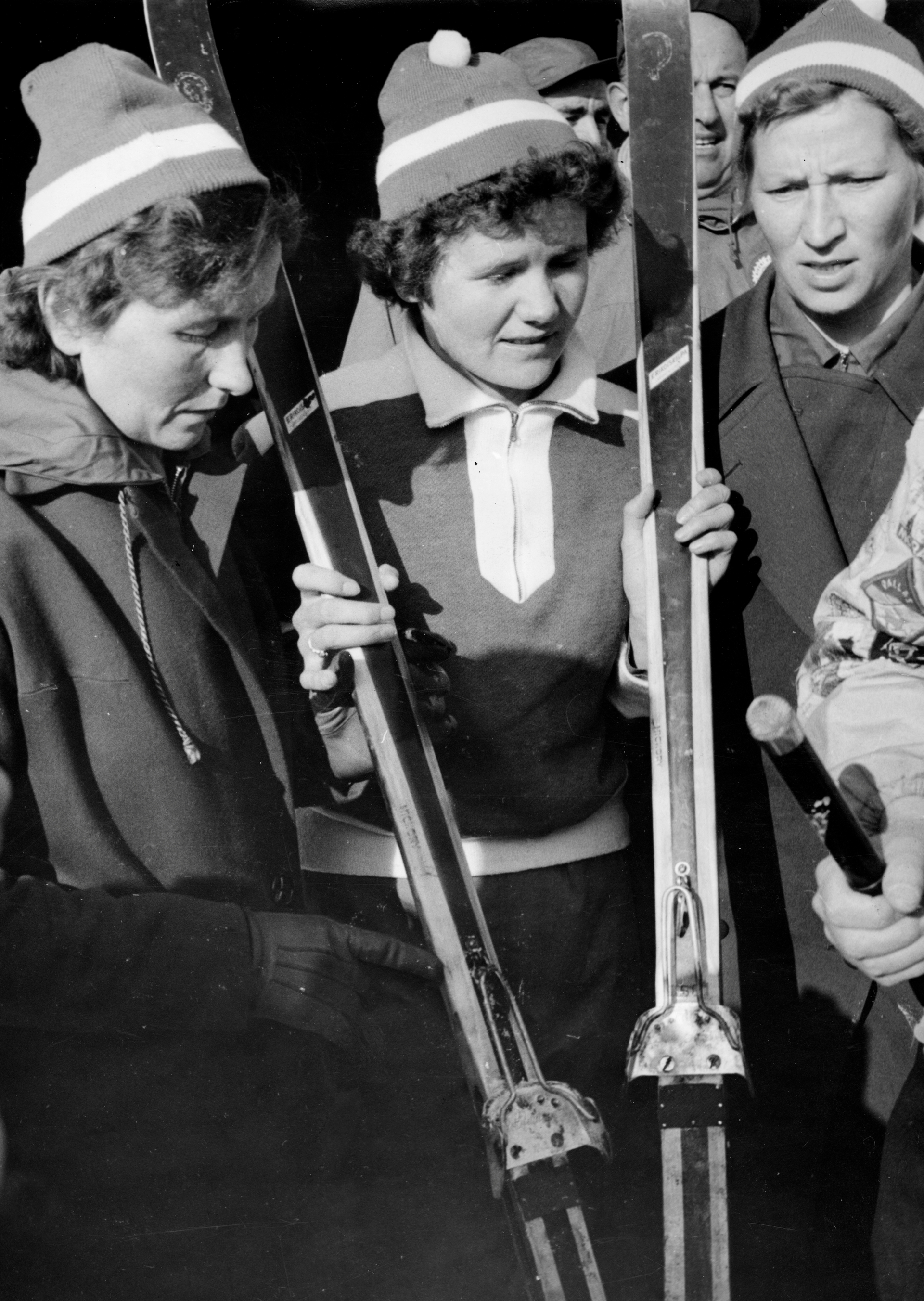
Sirkka Polkunen, Mirja Hietamies et Siiri Rantanen en 1956.

Aux Championnats du monde de ski nordique 1954 à Falun, elle remporte la médaille d'argent sur 10 km derrière Lyubov Kozyreva. En outre, elle remporte la course par équipe aux côtés de Mirja Hietamies et Sirkka Polkunen au deuxième relai.
À Cortina d’Ampezzo deux ans plus tard, aux Jeux Olympiques d'hiver de 1956, elle s'assure la médaille d'or par équipes et se classe 5e en course individuelle des 10 km. Après avoir remporté le championnat de Finlande individuel l'année suivante aux 10 km, elle remporte encore le titre individuel et par équipes sur 10 km en 1958.
Aux championnats du monde de ski nordique 1958 à Lahti, elle remporte derechef la médaille d'argent par équipes et s'assure la médaille de bronze sur 10 km. Aux championnats de Finlande de 1959, Rantanen rate pour la première fois le titre individuel et n'obtient qu'une médaille d'or par équipes.
Mais aux Jeux Olympiques d'hiver de 1960 à Squaw Valley, elle ne dépasse pas la 15e place à la course individuelle de 15 km. Avec l'équipe féminine finlandaise, Rantanen obtient pourtant sa troisième médaille olympique et s'assure le bronze.
Après avoir remporté le titre individuel sur 5 km aux championnats de Finlande 1960, elle conserve le titre en 1962. Rantanen avait également remporté les courses par équipes de 1960 et 1961.
Aux championnats du monde de ski nordique 1962 à Zakopane, Rantanen participe à son dernier grand tournoi international. Elle y remporte encore une fois la médaille de bronze par équipes et se classe 4e sur 5 km et 7e sur 10 km.
Au cours de sa carrière de championne, Rantanen a dominé les circuits A en Finlande : c'est ainsi qu'elle remporte les Jeux du ski de Lahti aux épreuves des 10 km en 1953, 1959 et 1961 ; ceux d'Ounasvaara en 1953, 1957, 1958, 1959 et 1961, et ceux de Puijo en 1950, 1954 et 1961.
En 1954, 1956, 1958 et 1959, elle est élue sportive de l'année, et a été enregistrée au Suomen Hall of Fame . Vers la fin de sa carrière, elle s'est reconvertie dans le cyclisme sur route et le cross-country.
Rantanen, en marge de son métier de tapissière, a continué de pratiquer le ski à un haut niveau. Au marathon de ski de Finlande (Finlandia-hiihto), elle est en 1996, à 71 ans, la participante la plus âgée. Elle avait remporté le titre féminin de cet événement national en 1976 et 1977, et y prit part pour la dernière fois en 2005.
Aux championnats du monde de ski nordique 2017 de Lahti, âgée de 92 ans, elle effectue un tour d'honneur sur ses skis à travers le stade.

## Palmarès en ski de fond

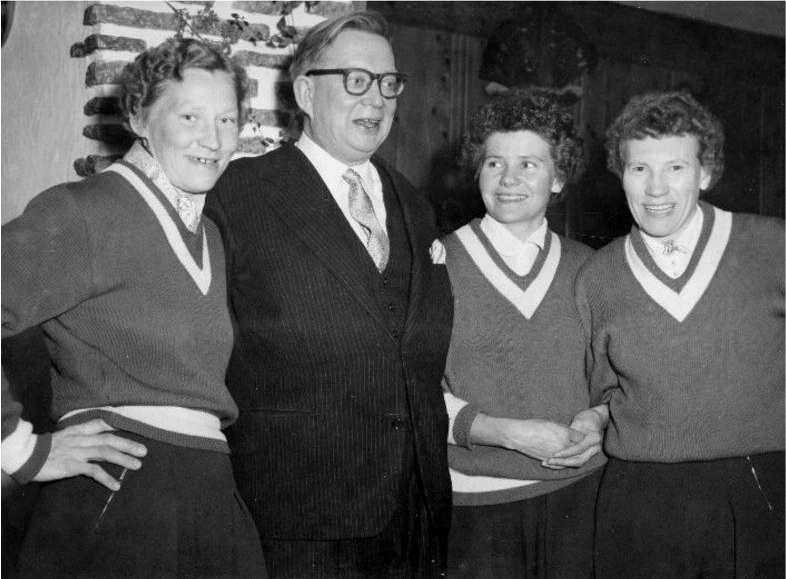
Les skieuses Siiri Rantanen, Mirja Hietamies et Eva Hög avec l'ambassadeur Asko Ivalo aux Jeux olympiques d'hiver de 1956 à Cortina d'Ampezzo.

### Jeux olympiques
- Jeux olympiques d'hiver de 1952 à Oslo (Norvège)
  -  Médaille de bronze sur 10 km.
- Jeux olympiques d'hiver de 1956 à Cortina d'Ampezzo (Italie)
  -  Médaille d'or en relais 3 × 5 km.
- Jeux olympiques d'hiver de 1960 à Squaw Valley (États-Unis)
  -  Médaille de bronze en relais 3 × 5 km.

### Championnats du monde
- Championnats du monde de ski nordique 1954 à Falun (Suède)
  -  Médaille d'argent sur 10 km.
  -  Médaille d'argent en relais 3 × 5 km.
- Championnats du monde de ski nordique 1958 à Lahti (Finlande)
  -  Médaille d'argent en relais 3 × 5 km.
  -  Médaille de bronze sur 10 km.
- Championnats du monde de ski nordique 1962 à Zakopane (Pologne)
  -  Médaille de bronze en relais 3 × 5 km.

## Palmarès en athlétisme
- 1960
  -  Championne de Finlande de cross-country
- 1961
  -  Championne de Finlande du relais 3x800 m
  -  Championne de Finlande de cross-country par équipes

## Palmarès en cyclisme
- 1961
  -  Championne de Finlande du contre-la-montre